# Ali Sirfi
Ali Sirfi (* 1. Januar 1955 in Dessa) ist ein nigrischer Rechtsanwalt und Politiker.

## Leben
Ali Sirfi studierte Rechtswissenschaften an der Universität Abidjan, an der er 1981 die Licence en droit und 1982 die Maîtrise en droit machte. Anschließend besuchte er von 1982 bis 1984 die Anwaltsschule in Rouen in Frankreich. Er leistete 1985 seinen Diensteid vor der Anwaltskammer Nigers, in der er in weiterer Folge höhere Funktionen wie die des Generalsekretärs bekleidete. Sirfi war Repräsentant der Anwaltskammer in der Nationalkonferenz von 1991, die den Übergang Nigers zu einem Mehrparteiensystem koordinierte. Von 1993 bis 1995 war er Vorsitzender der Union junger Rechtsanwälte Nigers.
Sirfi wurde bei den Parlamentswahlen von 1996 als Unabhängiger in die Nationalversammlung gewählt. Er wirkte als Mitglied der Parlamentsausschüsse für allgemeine und institutionelle Angelegenheiten sowie für wirtschaftliche Angelegenheiten und Planung. Zudem war er Abgeordneter für Niger im Parlament der Westafrikanischen Wirtschafts- und Währungsunion. Ali Sirfi amtierte unter Staatspräsident Mamadou Tandja und Premierminister Hama Amadou von 2000 bis 2001 als Minister für Justiz und die Beziehungen zum Parlament. 2010 wurde er Präsident der Anwaltskammer Nigers. 2016 erfolgte seine Ernennung zum Médiateur de la République (etwa: Ombudsmann der Republik) in der Nachfolge von Amadou Cheiffou. In diesem Amt wurde er 2022 von Assimiou Diabiri abgelöst.
Ali Sirfi ist verheiratet und Vater von fünf Kindern.

## Ehrungen
- Kommandeur des Nationalordens Nigers[1]